# Encyrtus bedfordi
Encyrtus bedfordi is een vliesvleugelig insect uit de familie Encyrtidae. De wetenschappelijke naam is voor het eerst geldig gepubliceerd in 1963 door Annecke.